# Aedes bequaerti
Aedes bequaerti är en tvåvingeart som beskrevs av Wolfs 1947. Aedes bequaerti ingår i släktet Aedes och familjen stickmyggor. Inga underarter finns listade i Catalogue of Life.